# Kwakelbrug (Edam)
De Kwakelbrug is een monumentale, houten ophaalbrug in de Noord-Hollandse plaats Edam.
De benaming is gebaseerd op de generieke vorm van bruggen die kwakels worden genoemd.

## Geschiedenis
De Kwakelbrug is een van de oudste bruggen van Edam. De brug verbindt de Kwakelsteeg met de Doelenstraat. De smalle, houten voetgangersbrug werd in de 18e eeuw gebouwd. Op een kaart van Joan Blaeu waarvan de oorspronkelijke koperplaat door Blaeu omstreeks 1650 werd vervaardigd en die werd uitgegeven door Frederick de Wit na 1698, staat de Kwakelbrug al ingetekend. De brug ligt aan het einde van de Scheepmakersdijk en overspant het Boerenverdriet. De brug is een ophaalbrug en wordt ook wel wipbrug of klapbrug genoemd. De bovenste balk van de brug is met een driehoekig uiteinde verzwaard. Met een ketting kan dit deel naar beneden getrokken worden, waardoor aan de andere zijde van de brug met behulp van een juk het brugdek met twee kettingen omhoog wordt getrokken. Naast de Kwakelbrug lig een klein scheepswerfje aan het Boerenverdriet.
De brug is in 1967 erkend als rijksmonument. Op 16 juli 2013 stortte de brug deels in. De brug zal hersteld worden.

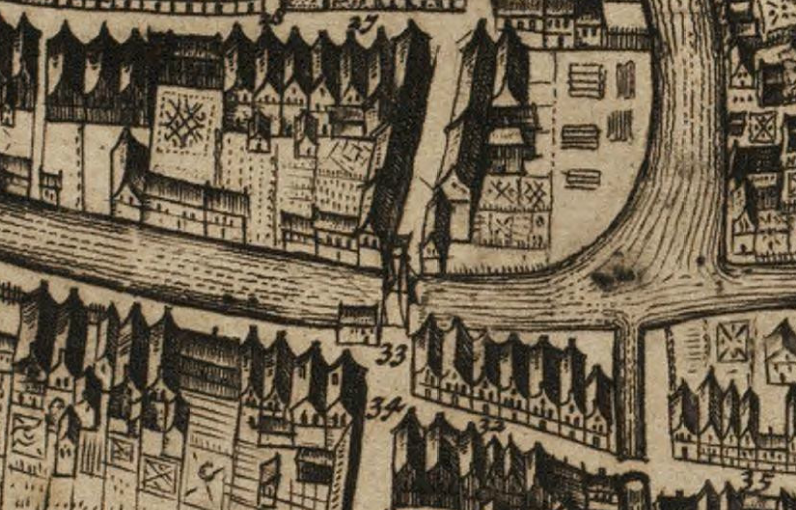
Quakelbrugh en steech (33) op een kaart van Frederick de Wit (na 1698)
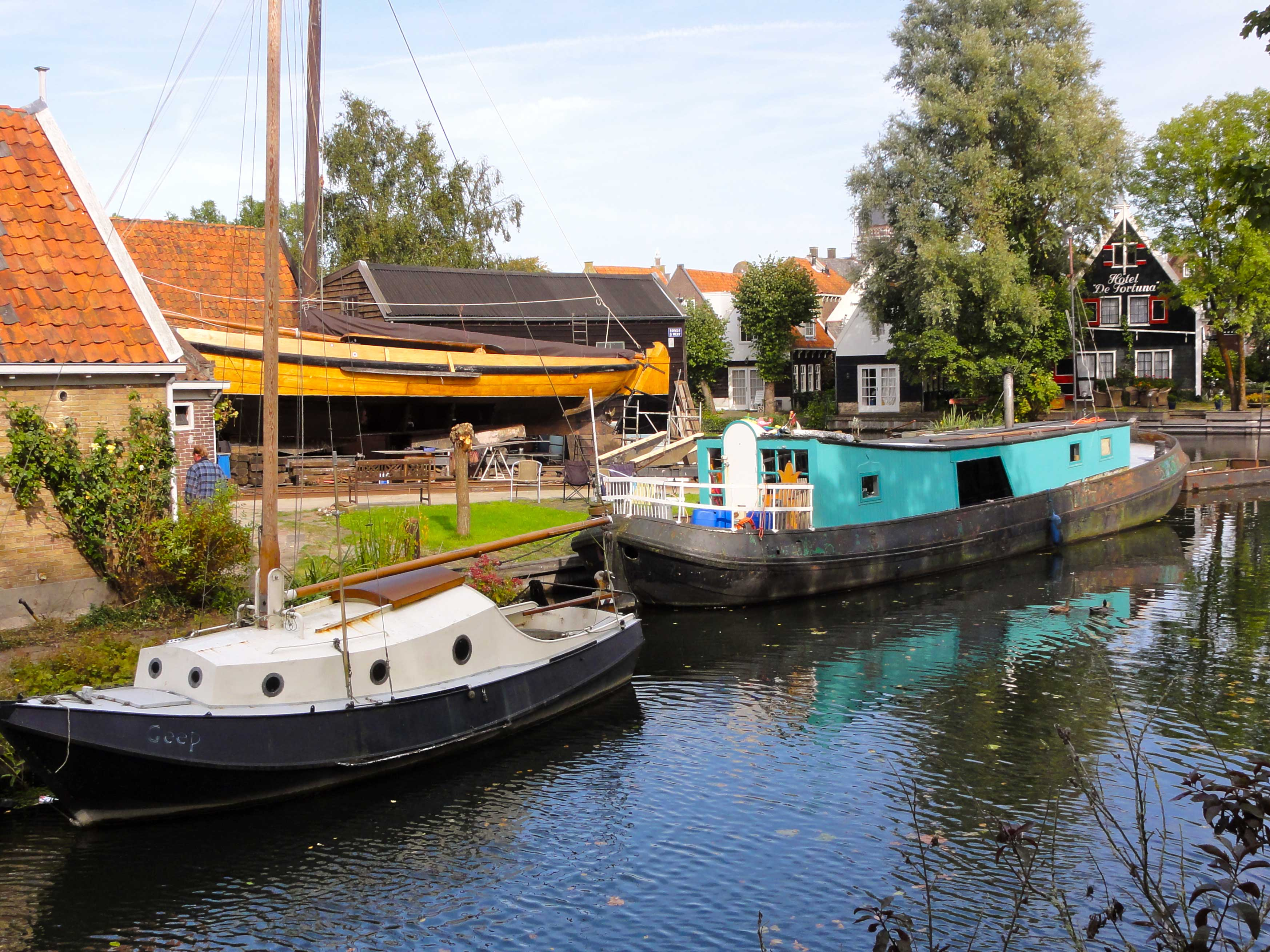
Scheepswerfje naast de Kwakelbrug en gezien vanaf de brug